# HUNGER/ハンガー
『HUNGER/ハンガー』（Hunger）は、2008年のイギリスの歴史映画。1981年に発生した北アイルランドの刑務所でのハンガー・ストライキを中心に、刑務所内での囚人に対する暴力と囚人たちの人としての尊厳のための抗議運動を、ほぼ台詞なしで描いている。監督のスティーヴ・マックイーンは、1999年にビデオ・インスタレーションでターナー賞を受賞したビジュアル・アーティストであり、本作が長編デビュー作である。
本作は2008年のカンヌ国際映画祭でカメラ・ドール（新人監督賞）を受賞し、世界各国の映画祭で上映されたほか、同年の東京国際映画祭でもワールドシネマ部門で上映された。英イブニング・スタンダード紙選出の映画賞では作品賞を受賞。仏カイエ・デュ・シネマ誌ベストテンでは批評家部門と読者投票部門ともに8位に選ばれている。日本では2014年3月29日に渋谷イメージフォーラムにて公開された。DVD/ブルーレイのソフト題は『HUNGER/ハンガー 静かなる抵抗』。

## 当時の状況
1960年代末に始まった北アイルランド紛争は、70年代を通じて激化していた。北アイルランドは1920年に成立して以来、英国内で自治を行なってきたが、1972年1月30日の血の日曜日事件後に自治は停止され、英国政府の直轄統治とされていた。当時のテッド・ヒース政権 (保守党) のもと紛争状態の解決が模索され、英国政府とIRA暫定派側との交渉の結果、北アイルランド紛争における武装組織の活動に関して逮捕・起訴され有罪となった者には、「特別カテゴリー」 (en:Special Category Status) が認められていた。これは、ロングケッシュ刑務所などに入れられていたリパブリカンの囚人を事実上の戦争捕虜として扱う措置で、囚人たちは刑務所の支給する囚人服を着用する必要はなく、刑務所の労務も行なう必要はなく、同じ組織に属する者たちが一緒に収監されて交流もでき、刑務所外からの訪問や食べ物の小包の差し入れなども、通常の刑法犯とは異なる扱いを受けていた。
1974年、英国の総選挙で労働党のハロルド・ウィルソンが政権を獲得した (2期目) 後、形状から「Hブロック」と呼ばれる新しい棟がメイズ刑務所内に建設されるのに伴い、この「特別カテゴリー」は段階的に廃止されることとなった。そして1976年、ウィルソンの辞任で新たに労働党トップとなったジェームズ・キャラハンの政権が発足してから、実際に「特別カテゴリー」の適用を受けず、囚人服を着用させられる囚人が出た。彼、キーラン・ニュージェント (en:Kieran Nugent) は「囚人服を着せられるなら、裸に毛布をかぶっていた方がましだ」とこれを拒否した。これが既に収監されていた囚人たちの間にも広まったのが、「ブランケット・プロテスト」 (en:Blanket protest) である。
その後も英国政府の態度は軟化することはなく、またメイズ刑務所での看守による囚人への暴行がやむこともなく、囚人たちは次なる抵抗として「ダーティ・プロテスト」 (en:Dirty protest) に打って出た。1978年3月から始まったこの獄中抗議行動は、シャワーやトイレに行くと看守に暴行されることから始まった。囚人たちは房内にシャワーを設置するよう要求したがこれが認められず、抗議行動は次第にエスカレートしていった。房内の壁は囚人たちの排泄物が塗りたくられ、衛生状態は最悪だった。
1979年5月、保守党のマーガレット・サッチャーが政権を取った。1980年1月、囚人たちは「5つの要求」として知られる声明を出した。内容は、「囚人服を着ない権利」、「刑務所作業を行なわない権利」、「他の囚人たちと自由に交流し、教育・娯楽のための活動を組織する権利」、「1週間に1度の面会・手紙・小包の権利」、「抗議行動を通じて失われた刑期短縮の完全回復」である。同年10月、この5点を要求して、ブレンダン・ヒューズ (en:Brendan Hughes) ら7人が一斉にハンスト入りした。これは「第一次ハンスト」(en:1981 Irish hunger strike#First hunger strike)、または「1980年のハンスト」と呼ばれる。同年12月、英国政府からの提案をまとめた文書が作成されたのを受けてこのハンストは打ち切られた。そのときには、「5つの要求」が受け入れられたかに見えたからである。
しかし実際にはそうではなかった。1981年3月、同じ要求を掲げた新たなハンストが、ボビー・サンズ（英語: Bobby Sands）をリーダーとして決行された。
本作は、この時期に実際に起きたことを描いた映画である。

## あらすじ
タイトルの「ハンガー」は「ハンガー・ストライキ」を指しているが、当時のイギリス政府の強硬方針によって政治犯の認定を廃止されたリパブリカン収容者たちが自身のプライドと人権を取り戻そうとする「渇望」をも示す。
1981年3月からのリパブリカンのハンスト (en: 1981 Irish hunger strike) を主題とし、このハンストのリーダー、ボビー・サンズ (マイケル・ファスベンダー) を主人公に、看守、新入りの囚人、新人の機動隊員という複数の視点も加えて事態を描写していく本作は、ほとんど台詞がない。
「政治的殺人、政治的爆破事件、政治的暴力などというものは存在しません。存在するのは犯罪としての殺人、犯罪としての爆破事件、犯罪としての暴力です。わが政府はこの点では一切の妥協はいたしません。政治囚として扱うことなど、ありえません」という冒頭に流れるマーガレット・サッチャーの演説は、サンズのハンスト開始の数日後にラジオで行なわれたものである。
素裸に毛布のメイズ刑務所の囚人たちは「5つの要求」を掲げて獄中で抗議行動を行なっていた。「ダーティ・プロテスト」のため房内の衛生状態は最悪で、時おり高圧洗浄機で壁の清掃がされたり、囚人たちは押さえつけられて無理やり髪を切られ、伸びたひげを刈られたりしている。
刑務所の看守のレイモンド・ローハン（作中では名前は出てこない）は囚人を殴りつける毎日を過ごしている。刑務所職員はIRAに狙われているので、車の下に爆発物が仕掛けられていないかどうかのチェックも欠かさず行なっている。
新たにデイヴィ・ギレンという若者が収監される。囚人服の着用を拒否した彼は、その場で「ブランケット・プロテスト」、「ダーティ・プロテスト」の参加者となった。彼と同じ房のジェリーは、房内の壁に排泄物を塗りたくっている。二人は意気投合するが、房内はハエやウジばかりで最悪の衛生環境だ。ある日面会に訪れたジェリーのガールフレンドがひそかに身体に隠して持ち込んだラジオが、外界との接点だ。
ボビー・サンズが看守によって房から引きずり出されていく。無理やり押さえつけられ、乱暴に髪を切られたサンズは看守のローハンにつばを吐きかける。ローハンはサンズの顔を殴りつける。そしてサンズをバスタブに放り込んで、デッキブラシで身体をこする。サンズがうめき声を上げる。中庭で一服するローハンの血のにじんだこぶしに、雪が降りかかる。
やがて、囚人たちに刑務所から「囚人服ではない普通の服」が支給される（上述した1980年のハンストの結末）。「自分の服」を着る権利は認められておらず、怒った囚人たちが暴れだす。
刑務所当局は機動隊の出動を要請する。現場に急行した中に、現場は初めてのような若い人員がいる。機動隊の一員として楯を警棒で叩いて打ち鳴らすという威嚇をし、同僚たちが暴力を振るう中、彼は怯えている。
暴動の後、囚人たちはさらにひどい目にあわされる。ゴム手袋をした看守たちは囚人たちの身体の穴という穴に指を突っ込んで検査をする。ラジオなどを隠し持っている者がいないかどうかをチェックするためだ。抵抗する者は容赦なくぶちのめされる。
ある日、看守のローハンはケアホームにいる母親を訪問する。そして、そこに突然やってきた男に後頭部を撃たれ、ものの見分けもおぼつかない様子の母親のひざの上に、ローハンは崩れ落ちる。
ボビー・サンズはドミニク・モーラン神父の訪問を受ける。面会室で2人が議論を戦わせるシーンは、本作で唯一セリフらしいセリフのある場面である。このときには既にサンズはハンスト決行の意志を固めており、何とかそれを思いとどまらせようとする神父の言葉は届かない。
こうして1981年3月1日 (1976年に労働党政権が「特別カテゴリー」を段階的に廃止すると発表した日付) に、サンズは絶食を開始する。
66日後、やせ衰え、身体のあちこちに床ずれのできたサンズは、息を引き取る。彼が子供のころに参加したクロスカントリーの大会の回想の場面で、本作で唯一の音楽が流れる。

## キャスト
- ボビー・サンズ - マイケル・ファスベンダー
- レイ・ローハン看守長 - スチュアート・グラハム
- モーラン神父 - リアム・カニンガム
- ローハンの母 - ヘレナ・ベリーン
- ローハンの妻 - レイン・ミーゴー

## エピソード
- ボビー・サンズは60日間の絶食の末、5月5日に死亡した。このときリパブリカンは「全員が一度にハンスト入りするのではなく、少し間を置いて1人ずつ絶食を開始する」、「1人が倒れたら次に1人ハンスト入りする」という作戦を立てていた。スティーヴ・マックイーンの記憶によれば「連日テレビでボビー・サンズのやせ衰えていく姿が報道されていた」という。
- 当時11歳だったマックイーンは、そのサンズの姿に感銘を受け、映画化はそれ以来の念願だった。また、この映画化の背景には、キューバのグアンタナモ米軍基地収容所やイラクの旧アブグレイブ刑務所などで明らかになった虐待行為や人権蹂躙への抗議の意味もこめられている。テロリストの殉教を美化しているという批判に対してマックイーンは「とりすました世界で何が起こっているかを知ってほしいだけで、サンズの行為を良いとも悪いとも言っていない」と反論している
- キャストはすべてアイルランド人俳優で固められている。ボビー・サンズを演じたマイケル・ファスベンダーはドイツ人を父に、アイルランド人を母にドイツに生まれたが、2歳のときからアイルランド育ちである。なお、母親はマイケル・コリンズの親戚筋である。
- マイケル・ファスベンダーはハンストに突入したサンズを演じるために、本人いわく「突貫工事ダイエット」を行い、わずかな水と栄養注射で容姿を作り変えた。あまりの激変ぶりに驚いたアイルランド人記者に「サンズは死んでしまったけれど、僕はずっとここにいるから大丈夫」と答えて、彼が死ぬのではないかと心配した記者を慰めたという[4]。
- サンズがモーラン神父と議論を戦わせる場面（17分間の長回しが話題となった）を除いては台詞を極力削除して映像に語らせている作品で、カンヌなどでは映画というよりも映像芸術として評価される傾向があった[要出典]。